# Radomka 2021-2022
Questa voce raccoglie le informazioni riguardanti il Radomka nelle competizioni ufficiali della stagione 2021-2022.

## Organigramma societario
Area direttiva
- Presidente: Thomas Renard Chardin
- Direttore sportivo: Łukasz Kruk

Area tecnica
- Allenatore: Riccardo Marchesi (fino al 20 marzo 2022), Błażej Krzyształowicz (dal 20 marzo 2022)
- Allenatore in seconda: Daniele Panigalli
- Scout man: Bartłomiej Gajdek

Area sanitaria
- Fisioterapista: Piotr Filipowicz
- Preparatore atletico: Niccolò Caldari

## Rosa
| N° | Nome                  | Ruolo | Data di nascita   | Nazionalità sportiva |
| -- | --------------------- | ----- | ----------------- | -------------------- |
| 1  | Natalia Murek         | S     | 8 settembre 1999  | Polonia              |
| 4  | Aleksandra Pasznik    | P     | 26 febbraio 1990  | Polonia              |
| 5  | Agata Durajczyk       | L     | 19 agosto 1989    | Polonia              |
| 6  | Aleksandra Wójcik     | S     | 3 gennaio 1994    | Polonia              |
| 8  | Katarzyna Zaroślinska | O     | 3 febbraio 1987   | Polonia              |
| 9  | Freya Aelbrecht       | C     | 10 febbraio 1990  | Belgio               |
| 10 | Zuzanna Efimienko     | C     | 8 agosto 1989     | Polonia              |
| 11 | Kaisa Alanko          | P     | 3 gennaio 1993    | Finlandia            |
| 11 | Kamila Kobus          | C     | 29 giugno 1999    | Polonia              |
| 12 | Alexandra Lazić       | S     | 24 settembre 1994 | Svezia               |
| 13 | Renata Biała          | S     | 22 giugno 1992    | Polonia              |
| 15 | Kornelia Moskwa       | C     | 30 ottobre 1996   | Polonia              |
| 16 | Srna Marković         | S     | 6 giugno 1996     | Austria              |
| 16 | Agnieszka Adamek      | L     | 4 gennaio 1996    | Polonia              |
| 18 | Katarzyna Skorupa     | P     | 16 settembre 1984 | Polonia              |